# The Angel Wore Red
 The Angel Wore Red és una pel·lícula italo-estatunidenca dirigida per Nunnally Johnson i estrenada el 1960.

## Argument
A Espanya, durant la guerra civil, el sacerdot Arturo Carrera, a punt de reunir-se amb els nacionalistes, s'enamora de Soledad, bella dona de dubtosos costums, i es passa, per aquest motiu, a la causa dels republicans.

## Repartiment
- Ava Gardner: Soledad
- Dirk Bogarde: Arturo Carrera
- Joseph Cotten: Hawthorne
- Vittorio De Sica: el general Clave
- Enrico Maria Salerno: el capità Botargus

## Crítica
- Va ser prohibida en el seu moment per la censura franquista, tot i els errors històrics i convencionalismes que fan riure. Drama salvat per l'actuació d'Ava Gardner.[1]